# زفرة (فلاورجان)
زفرة (بالفارسية: زفره) هي قرية تقع في البلدة المركزية في إيران. يقدر عدد سكانها بـ 3,891 نسمة .